# Neigungsmesser

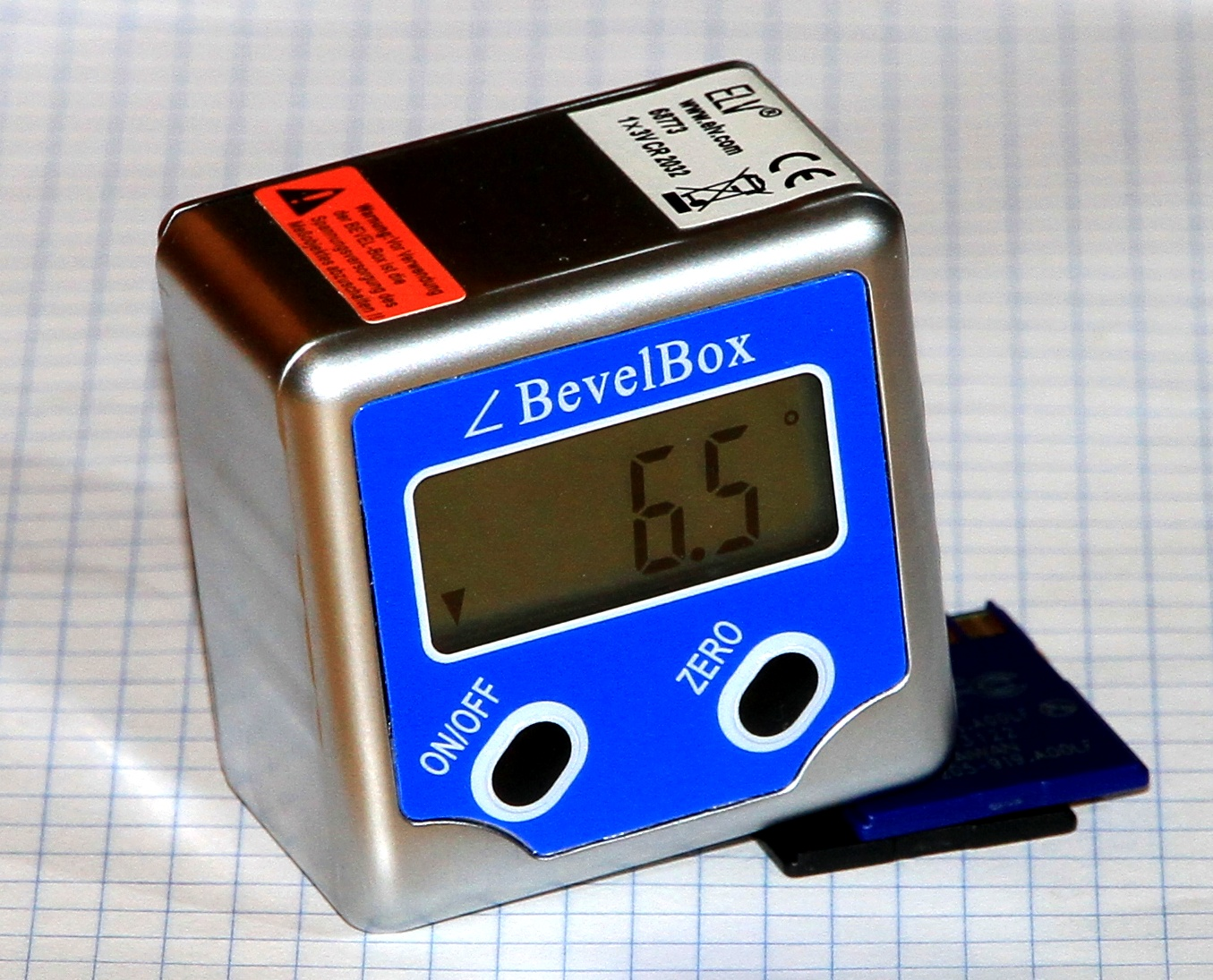
Digitaler Neigungswinkelmesser

Ein Neigungsmesser (auch Neigungswinkelmesser, Gefällemesser, Gefällmesser, Gefällsmesser, Steigungsmesser, Inklinometer oder Klinometer (englisch clinometer)) ist ein Messinstrument zum Messen der Steigung bzw. Winkelmessung im Bauwesen, in der Luftfahrt, Schifffahrt, im Militärwesen (Artillerie) sowie auch teilweise im Verkehrswesen. Auch Höhen von Bäumen, Bauwerken, Masten etc. lassen sich damit indirekt ermitteln (Berechnung der Höhe aus Messentfernung und Vertikalwinkel mit Hilfe von Winkelfunktionen).
Die Winkelskala ist meist in Grad und Prozent (Steigung) geteilt, bei anspruchsvolleren Geräten auch in weiteren Gradmaßen (z. B. Gon oder mil). Lässt sich noch ein Lineal anschließen, ist eine Miniaturform des Messtisches gegeben.

## Bauformen

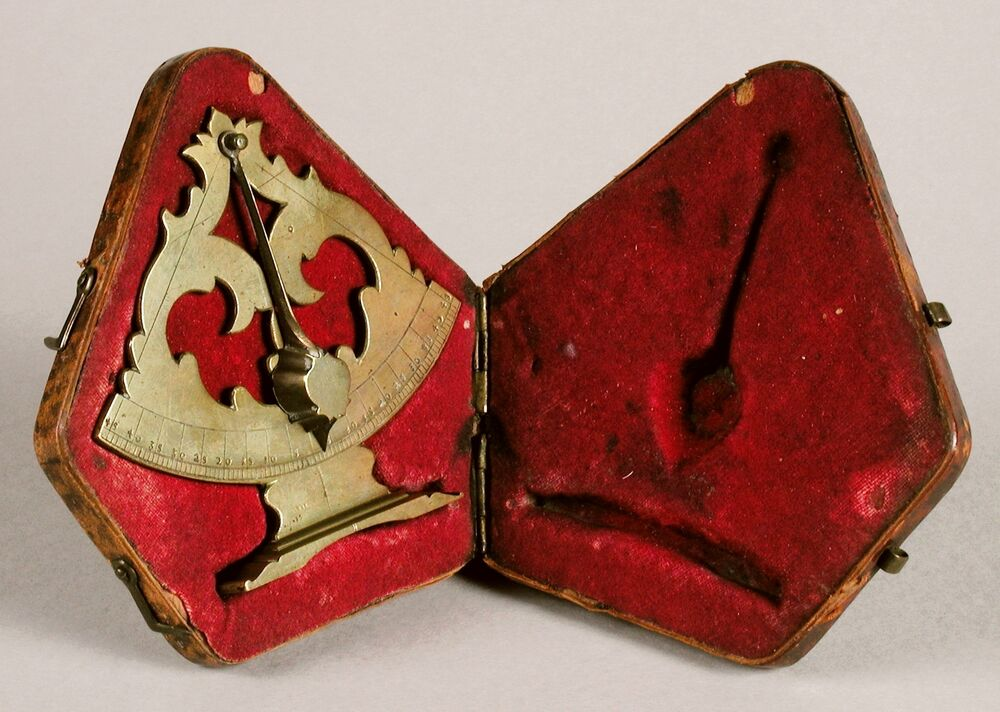
Nautischer Neigungsmesser, 17. Jahrhundert, Focke-Museum Bremen

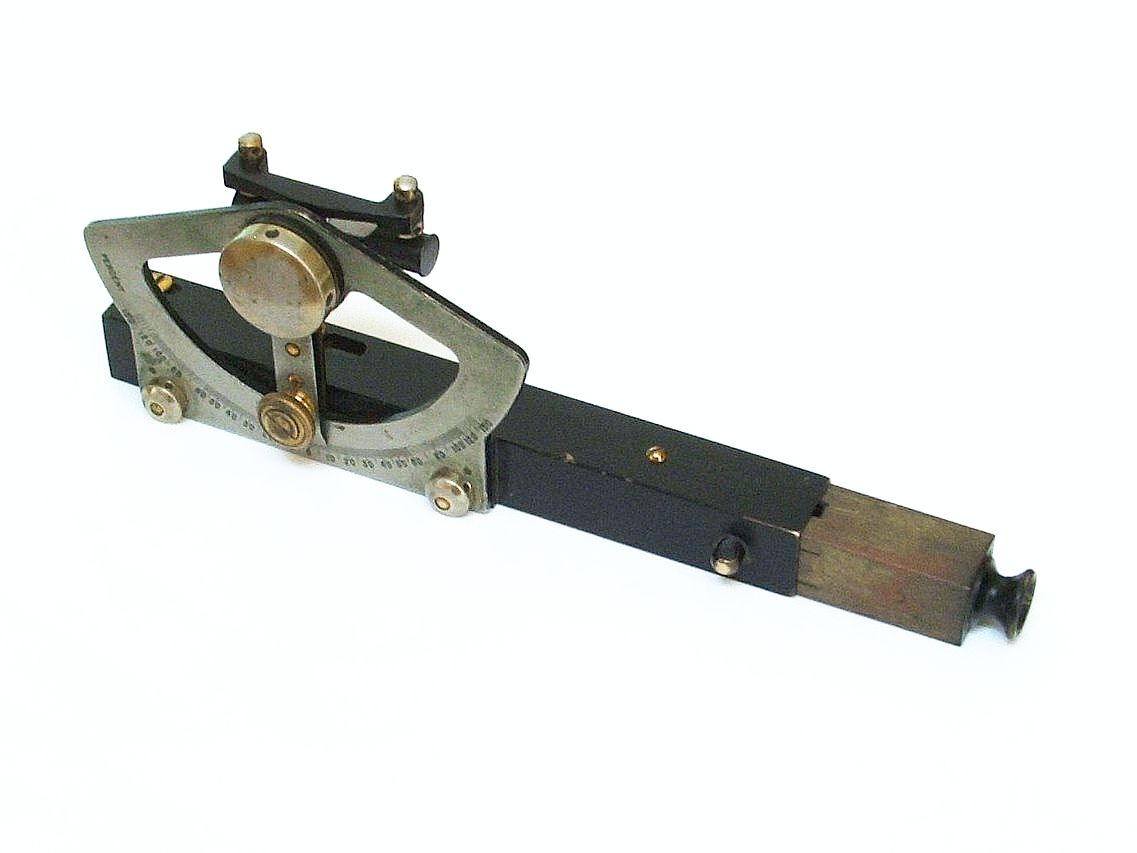
Libellenneigungsmesser von der Eugene Dietzgen Company, Chicago

Die einfachste Bauform, die sich auch an historischen Geräten  beobachten lässt, besteht aus einem durch das eigene Gewicht nach unten (Vertikale) zeigenden Zeiger, der auf einer Skala den Winkel anzeigt. Um Schwingungen zu verhindern, besitzt er ggf. eine Dämpfung. Die Horizontale wird durch eine Referenzseite des Messinstruments bestimmt. Die Genauigkeit der Gefällemesser beträgt bei den Spitzengeräten (z. B. von Meridian) etwa ein Zehntelgrad, bei einfacheren etwa 0,5°.
Daneben ist auch ein elektrischer Neigungsmesser realisierbar, in dem eine Widerstandsbahn in ein Gefäß montiert wird, das mit einer leitfähigen Flüssigkeit wie Quecksilber gefüllt ist. Wird der Behälter geneigt, so taucht die Widerstandsbahn verschieden stark in die leitfähige Flüssigkeit ein.
Digitale Neigungsmesser funktionieren mit Hilfe von Beschleunigungssensoren, welche die Beschleunigung im Schwerkraftfeld der Erde messen, einer Elektronikschaltung zur Messsignalaufbereitung und einer Digitalanzeige.[Beleg?]

## Mechanische Geräte mit Pendelkörpern

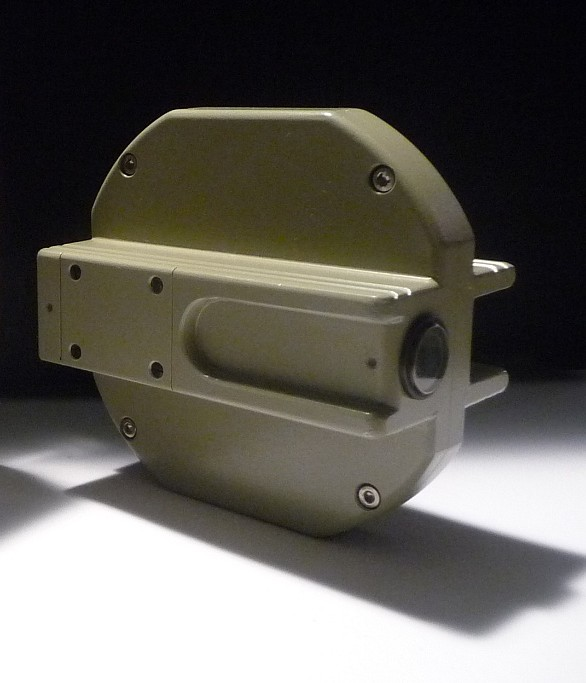
Gefällmesser

Es gibt weltweit eine recht überschaubare Anzahl von Herstellern und Typen. Diese sehen oft verschieden aus und haben entweder einen stabförmigen oder einen kreisförmigen Pendelkörper.
- Gefällemesser von Meridian.
- Recht ähnlich aussehende Gefällemesser (Schwingkreisgefällmesser) von Silva und Suunto. Es gibt auch Versionen mit einem Magnetkompass, so dass Höhen- und Horizontalwinkel messbar sind.
- Handgefällemesser NECLI von F. W. Breithaupt & Sohn. Das Gerät gewann 1968 den iF product design award. Hier ist der Winkel in Grad, Gon und Prozent ablesbar.
- Ältere Kompasse für das Bauwesen, den Bergbau und die Höhlenvermessung sowie Geologenkompasse sind mit einem Klinometer ausgerüstet.

Bei einer weiteren Bauform bildet der Neigungsmesser selbst den Pendelkörper. Dabei handelt es sich um ein rundes Profil mit einer Unwucht, sodass der Neigungsmesser an einer schiefen Ebene abrollt und gefälleabhängig eine Gleichgewichtslage einnimmt. Das Besondere dieses Typs ist, dass er ohne bewegliche Teile auskommt.

## Mechanische Geräte ohne Pendelkörper
- Libellenneigungsmesser mit integriertem Fernrohr (verschiedene Hersteller, z. B. R. & A. Rost, Wien): Durch ein Fernrohr visiert man das zu messende Objekt an. Über einen Spiegel wird eine Libelle eingeblendet. Man verstellt die Libelle so lange, bis die Luftblase in der Mitte ist und liest den Wert an einer Skala ab.
- Libellenneigungsmesser ohne Fernrohr: Das Prinzip ist ähnlich, man verstellt eine Skala so, dass die Luftblase in der Libelle in der Mitte ist und liest den Wert ab.
- Theodolite

## Elektronische Geräte

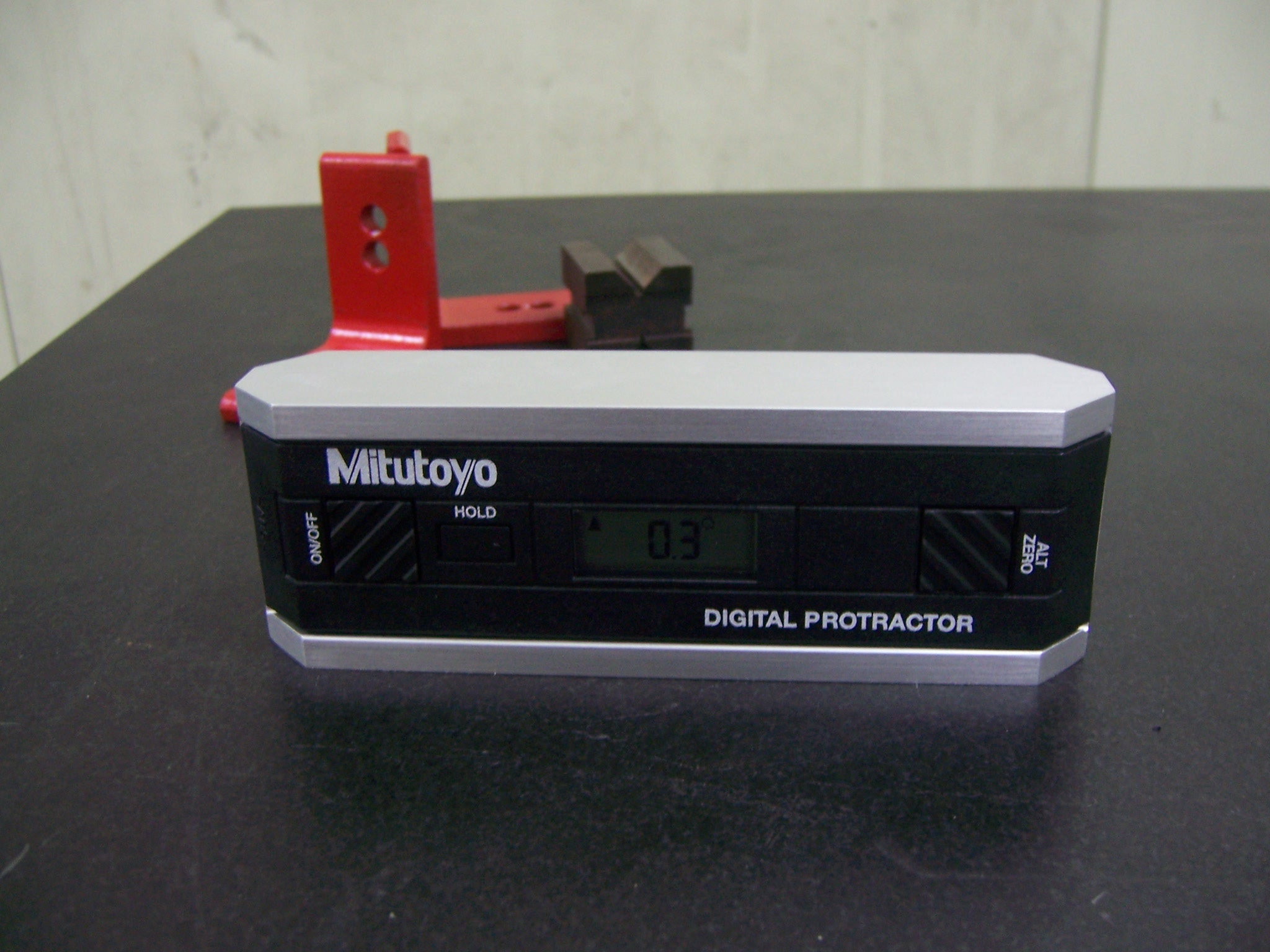
Digitales Neigungsmessgerät

- Digitale Messgeräte. Häufig sind in Wasserwaagen digitale Neigungsmesser integriert.
- In digitalen Laserentfernungsmessgeräten integrierte Neigungsmesser.
- Für Absteckungen im Bauwesen sind Kanallaser in Verwendung, bei denen ein elektronischer Neigungsmesser mit einem Laser kombiniert ist.
- Digitale Theodolite und Tachymeter.

## Nutzen von Neigungsmessern in der Seefahrt

Rollen um Längsachse (x)
Stampfen um Querachse (y)

Die Neigung eines Schiffes („Krängung“) kann durch Bewegungen des Steuerruders beeinflusst werden und bei Segelschiffen zusätzlich durch das Anholen und Fieren von Segeln. Schiffe werden durch Seitenwind geneigt. Je konstanter der Neigungswinkel eines Schiffes ist, desto geringer ist sein Energieverlust durch Rollen. Je schwerer und breiter ein Schiff ist, desto länger ist seine Rollperiode (ihr Kehrwert ist die Roll-Frequenz).
Je genauer der Rudergänger das Maß der Krängung und die Rollperiode kennt, desto konstanter kann er – durch Steuerbewegungen – die Neigung des Schiffes halten. Bei konstanter Neigung ist der Treibstoffverbrauch des Schiffes minimal; das Rollen kostet Energie. Schiffe können durch das Minimieren des Rollens ihre Geschwindigkeit maximieren.
Es gibt elektronische Neigungsmesser, die die Rollperiode sekundengenau berechnen und kontinuierlich anzeigen. Die Rechnerkontrolle erstellt zudem regelmäßig je ein Trenddiagramm für Krängung und Rollamplitude und gibt Alarm, wenn das Schiff außergewöhnlich weit zur Seite kippt.
Einige Schiffe haben Flossenstabilisatoren. Zu ihrer Steuerung wird die Informationen zu Neigungswinkel bzw. Rollperiode benötigt.